# Seda Sayan

Seda Sayan nació el 30 de diciembre de 1961 en Estambul. La artista, cuyo nombre real es Aysel Gürsaçer, debutó en el mundo de la música en los años 80.